# José Tomás Matus Azócar
José Tomás Segundo Matus Azócar, abogado y político radical chileno. Nació en Curepto, el 14 de junio de 1859. Falleció en el balneario de Las Cruces, el 28 de febrero de 1919. Hijo de don José Tomás Matus Ibáñez y doña Telésfora Azócar. Se casó con Zoraida Núñez Matus. 
Estudió en el Liceo de Talca (actual Lideo Abate Molina). Posteriormente ingresó al Instituto Nacional (1878), donde terminó sus humanidades. Estudió Derecho en la Universidad de Chile, jurando como abogado el 3 de enero de 1882.
Se incorporó en Iquique al ejército del Congreso con el grado de capitán, luchando en las batallas de Concón y Placilla contras las tropas defensoras de José Manuel Balmaceda, en 1891.

## Actividades públicas
- Militante del Partido Radical.
- Regidor de la Municipalidad de Talca (1888-1890).
- Alcalde de Talca (1890).
- Capitán del ejército del Congreso contra Balmaceda (1891).
- Corresponsal en Santiago de "El Heraldo" de Valparaíso (1892).
- Juez de Letras en lo Criminal en Talca (1893-1896).
- Juez del Primer Juzgado del Crimen de Santiago (1896-1899).
- Diputado por Rancagua, Cachapoal y Maipo en tres períodos consecutivos (1897-1900, 1900-1903 y 1903-1906). Integró la comisión permanente de Legislación y Justicia, y la de Elecciones.
- Secretario de la Junta Central del Partido Radical (1903).
- Director de la Asociación Nacional de Prensa (1904).
- Miembro de la Sociedad de Instrucción Primaria (1906).
- Socio de la 12.° Compañía de Bomberos de Santiago (1909-1919).